# The Going Away Present
| Đánh giá chuyên môn | Đánh giá chuyên môn |
| Nguồn đánh giá      | Nguồn đánh giá      |
| Nguồn               | Đánh giá            |
| ------------------- | ------------------- |
| AllMusic            | [ 1 ]               |

The Going Away Present là album phòng thu thứ ba và cuối cùng của ban nhạc rock Lowercase, phát hành ngày 4 tháng 5 năm 1999 qua hãng đĩa Punk In My Vitamins?

## Danh sách ca khúc
| STT | Nhan đề                      | Thời lượng |
| --- | ---------------------------- | ---------- |
| 1.  | "Floodlit"                   | 6:08       |
| 2.  | "Willing To Follow You Down" | 5:41       |
| 3.  | "The Going Away Present"     | 3:50       |
| 4.  | "Glisten To The Pink"        | 6:55       |
| 5.  | "The Open Sea"               | 3:51       |
| 6.  | "On A Bender"                | 4:40       |
| 7.  | "Last Stand"                 | 6:20       |
| 8.  | "ThisTrainWillNotStop"       | 11:47      |

## Thành phần tham gia
- Imaad Wasif - hát, guitar
- Brian Girgus - trống
- Tiber Scheer - bass
- Tim Green - sản xuất, thu âm, guitar, keyboard
- Pat Whalen - bìa đĩa
- Andee Connors - layout
- Jill Wooster - layout

## Lịch sử phát hành
| Khu vực | Ngày | Hãng đĩa             | Định dạng | Catalog |
| ------- | ---- | -------------------- | --------- | ------- |
| Hoa Kỳ  | 1999 | Punk In My Vitamins? | CD, LP    | PNMV16  |